# Harry Babbitt
Harry Babbitt (Saint Louis, 2 november 1913 - Newport Beach, 9 april 2004) was een Amerikaanse zanger uit het bigband-tijdperk. Hij was de sterzanger van de band van Kay Kyser en scoorde zowel daarmee als solo verschillende hits.
Rond 1937 werd Babbitt, een zanger met een warme, hoge bariton-stem, zanger bij Kyser. Met deze band zong hij hits als The Umbrella Man, Three Little Fishes, Jingle, Jangle, Jingle en (I'd Like to Get You on a) Slow Boat to China. Op sommige novelty-hits zong hij met een hoge falsetto. Babbitt zong regelmatig in Kysers populaire radioprogramma Kay Kyser's Kollege of Musical Knowledge en speelde met de band in zeven Hollywood-films, waaronder That's Right-You're Wrong (1939) en Thousands Cheers (1943).
Van 1944 tot 1946 diende Babbitt in het leger. Daarna keerde hij terug naar de band van Kyser. In 1948 nam de band met Babbitt The Woody Woodpecker Song op. Het nummer werd een succes en er werd een nieuwe versie opgenomen, dat Walter Lantz gebruikte voor de korte film Wet Blanket Policy. Het lied werd dat jaar een van de grootste hits in Amerika en werd genomineerd voor een Oscar. Het werd de theme song van de Woody Woodpecker-tekenfilmserie.
In 1949 verruilde hij de band van Kyser voor een solocarrière. Hij scoorde hits met onder meer All I Want For Christmas is My Two Front Teeth. Verder had hij jarenlang een radioprogramma: The Second Cup of Coffee Club. In 1964 stopte hij met zingen, maar na de dood van Kyser in 1985 toerde hij weer jarenlang met diens orkest.

## Discografie
- Pocketful of Dreams: the Best of Harry Babbitt (Harry Babbitt met Kay Kyser & His Orchestra}, Collectibles

- Bibliothèque nationale de France: cb13940954c (data)
- Gemeinsame Normdatei: 1036533778
- International Standard Name Identifier: 0000 0000 4303 1676
- Library of Congress Control Number: n94050602
- MusicBrainz: 598d18a5-373d-436b-a71a-5d52cd5f7180
- Nationale Bibliotheek van Israël: 987007350583705171
- SNAC: w6p87jm4
- Virtual International Authority File: 19870690
- WorldCat: E39PBJpjbxjx4hkTTfky9CWCcP